# Chunca
Chunca är en ort i Mexiko.   Den ligger i kommunen Pánuco och delstaten Veracruz, i den östra delen av landet, 300 km norr om huvudstaden Mexico City. Chunca ligger 50 meter över havet och antalet invånare är 131.
Terrängen runt Chunca är platt. En vik av havet är nära Chunca åt sydväst. Runt Chunca är det ganska tätbefolkat, med 149 invånare per kvadratkilometer. Närmaste större samhälle är Tampico, 18,1 km öster om Chunca. 